# Primera División Femenina de Hockey Hierba 2019-20
La Primera División Femenina de Hockey Hierba 2019-20 es la temporada 2019-20 de la Primera División Femenina de hockey hierba. La disputan doce equipos que se enfrentan en una liga regular todos contra todos.

## Equipos
| Equipo                                 | Localidad                  | Estadio                               |
| -------------------------------------- | -------------------------- | ------------------------------------- |
| At. Terrassa B                         | Tarrasa                    | Estadio de Hockey Josep Marquès       |
| CD Terrassa B                          | Tarrasa                    | Les Pedritxes                         |
| Club de Campo B                        | Madrid                     | Club de Campo                         |
| Real Sociedad B                        | San Sebastián              | Campo de Hockey Bera Bera             |
| SPV Complutense B                      | San Sebastián de los Reyes |                                       |
| Club Hockey Pozuelo                    | Pozuelo de Alarcón         |                                       |
| Club de Hockey San Fernando            | San Fernando               | Campo municipal de hockey Pablo Negre |
| FC Barcelona                           | Barcelona                  |                                       |
| Linia 22 Hockey Club                   | Tarrasa                    |                                       |
| Castelldefels Hockey Club              | Castelldefels              | Campo deportivo municipal Via Fèrria  |
| Real Club Jolaseta                     | Guecho                     | Jolaseta                              |
| Real Sociedad de Tenis de la Magdalena | Santander                  | Ruth Beitia                           |

## Clasificación
| | Equipo                                 | J  | G  | E | P | GF | GC | DG  | Puntos |
| --- | -------------------------------------- | -- | -- | - | - | -- | -- | --- | ------ |
| 1.º | Real Sociedad de Tenis de la Magdalena | 15 | 14 | 1 | 0 | 53 | 8  | 45  | 43     |
| 2.º | Club de Campo B                        | 15 | 11 | 1 | 3 | 37 | 12 | 25  | 34     |
| 3.º | Real Club Jolaseta                     | 15 | 7  | 5 | 3 | 22 | 9  | 13  | 26     |
| 4.º | SPV Complutense B                      | 15 | 6  | 4 | 5 | 29 | 28 | 1   | 22     |
| 5.º | Club de Hockey San Fernando            | 15 | 5  | 4 | 6 | 11 | 24 | -13 | 19     |
| 6.º | Club Hockey Pozuelo                    | 15 | 4  | 5 | 6 | 19 | 22 | -3  | 17     |
| 7.º | Real Sociedad B                        | 15 | 5  | 2 | 8 | 16 | 28 | -12 | 17     |
| 8.º | Castelldefels Hockey Club              | 15 | 5  | 2 | 8 | 23 | 37 | -14 | 17     |
| 9.º | FC Barcelona                           | 15 | 4  | 3 | 8 | 20 | 30 | -10 | 15     |
| 10.º | Linia 22 H. C. Stern Motor             | 15 | 4  | 3 | 8 | 21 | 23 | -2  | 15     |
| 11.º | At. Terrassa B                         | 15 | 4  | 2 | 9 | 16 | 34 | -18 | 14     |
| 12.º | CD Terrassa B                          | 15 | 3  | 4 | 8 | 14 | 26 | -12 | 13     |
| Fuente: Federación Española de Hockey: Clasificación de la Primera División Femenina de hockey sobre hierba; actualización automática |                                        |    |    |   |   |    |    |     |        |

- Datos: Q67206804